# Даніель Нуньєс
Даніель Нуньєс (ісп. Daniel Núñez, 12 вересня 1958) — кубинський важкоатлет.
Олімпійський чемпіон 1980 року в категорії до 56 кг.
Чемпіон світу 1978 (до 56 кг), 1980 до 56 кг років.